# Upstairs
Upstairs é um filme norte-americano de 1919, do gênero comédia, dirigido por Victor L. Schertzinger e escrito por Robert F. Hill, baseado na curta história Upstairs de Perley Poore Sheehan.